# Giuliano di Brioude
Giuliano di Brioude (Vienne, III secolo – Brioude, 304) fu un martire. È venerato come santo dalla Chiesa cattolica.
La Bibliotheca Sanctorum riporta scritto: «Giuliano di Brioude, santo martire. Di questo celebre martire esistono due passiones, una abbastanza antica ed attendibile, anche se non si può attribuire a un teste oculare, l'altra […] infarcita di elementi leggendari […]».
Egli fa parte dei grandi santi di Gallia con san Dionigi, san Privato, san Saturnino di Tolosa, san Marziale di Limoges, san Martino e san Ferreolo di Besançon.

## Biografia
Giuliano nacque tra il 270 e il 280 a Vienne, all'epoca capitale di provincia nella Prefettura delle Gallie, oggi piccola città a pochi chilometri da Lione, lungo il corso del fiume Rodano.
La sua famiglia era tra le più in vista: la madre discendeva da una ricca ed antica stirpe del luogo, il padre era un alto funzionario dell'apparato burocratico imperiale. Il giovane venne allevato nella fede cristiana, molto diffusa in quell'area.

Seguendo la tradizionale carriera riservata ai rampolli dei ceti più alti, intorno ai 16-18 anni si arruolò come ufficiale nell'esercito. Anche qui trovò molti cristiani, fra i quali il tribuno militare Ferreolo, suo comandante nella legione, con cui strinse ottimi rapporti di amicizia.
In quegli anni si susseguirono diverse persecuzioni ai danni del Cristianesimo; a volte esse furono molto cruente, in altri casi si limitarono a opprimere e ghettizzare chi professava apertamente la sua incredulità verso gli dèi ufficiali dell'impero.
Poiché il martirio di Giuliano avvenne nel 304, è quasi certo che egli sia stato vittima della persecuzione indetta da Galerio e Diocleziano in quell'anno e non in quella precedente di Decio. L'editto dei due imperatori prevedeva che un militare o un impiegato imperiale che si professasse cristiano o che fosse creduto tale, abiurasse la sua fede sacrificando pubblicamente a Giove, pena la morte. Pochi furono i burocrati e i generali che presero alla lettera l'editto: molto spesso erano essi stessi cristiani, o troppo importanti e numerosi erano i seguaci di Gesù per rischiare di inimicarsi la popolazione.
A Vienne invece il proconsole Crispinus attuò scrupolosamente le disposizioni imperiali: per dare un esempio, per incutere paura e, probabilmente, per aumentare il proprio potere a scapito di potenti famiglie rivali, egli scelse Ferreolo e Giuliano, molto conosciuti e amati, come primi bersagli.
L'impulsivo Giuliano venne convinto alla fuga da Ferreolo. Braccato dagli emissari imperiali, si incamminò verso le montagne dell'Alvernia. Nella valle del fiume Allier, a Vicennae, ora Bourg Saint Ferreol, frazione di Brioude, trovò rifugio in casa di una vedova. Scoperto, Giuliano tentò un'ultima disperata fuga nella notte, ma venne raggiunto in un vicino bosco sacro, accanto ad una sorgente. Rifiutò l'abiura e venne decapitato sul posto. Il suo capo fu lavato nell'acqua gelida della polla, per essere riportato a Vienne come prova dell'avvenuta esecuzione.
La leggenda narra che le pietre intorno alla fonte si arrossarono del sangue del martire e, miracolosamente, il colore rimase fissato per sempre sulla roccia. Nel XIII secolo, accanto alla polla, fu eretto un capitello votivo: ancora oggi il visitatore può notare il tenue colore rossiccio delle pietre, dovuto a residui ferrosi depositati dall'acqua.
Due anziani, Arconse e Ilpize, raccolsero il corpo e lo seppellirono nella vicina Brioude.
Nel frattempo, a Vienne, anche Ferreolo subiva il martirio; accanto al suo corpo venne posto il capo di Giuliano.

## Culto
La venerazione per san Giuliano si diffuse rapidamente e Brioude divenne meta di pellegrini, seconda solo a Tours, ove si venerava il vescovo san Gregorio.
Verso il 385 una ricca dama spagnola fece costruire sulla tomba un oratorio, in ringraziamento della liberazione del marito, graziato dall'imperatore.
Nel 430 anche il vescovo di Auxerre, Germanus, poi conosciuto come san Germano (francese: saint Germain), venne ad onorare Giuliano. In questa occasione i Brivadesi gli chiesero di stabilire in che giorno ricordare il martirio. Germano, dopo una breve preghiera sulla tomba, stabilì la data del 28 agosto, giorno ancora oggi dedicato al santo.
Gli anni bui dell'Europa videro passare a Brioude numerose orde di barbari che spesso la saccheggiarono ed incendiarono.
Intorno al 475 una vittoria sui Burgundi venne attribuita a san Giuliano; il duca Vittorio volle allora ricostruire la chiesa.
Nello stesso periodo, a Vienne, san Mamerto ritrovava la testa di Giuliano nella tomba di Ferreolo.
Vista la crescente affluenza di devoti, tra il 670 ed il 730 la chiesa venne ampliata, ma subito distrutta dai Saraceni nel 732.
Nel 750 un certo Godin venne incaricato di richiedere la reliquia del capo di Giuliano ai Viennesi. Ottenuto un poco cristiano rifiuto, li ripagò poco cristianamente trafugando il cranio ed il braccio di san Ferreolo, a cui era rimasto saldato.
Le ossa di san Giuliano riposano oggi in una teca dell'altare maggiore della Basilica di San Giuliano di Brioude; si possono vedere spostando un pannello laterale.
Nel periodo di massima diffusione del culto a san Giuliano, le chiese a lui dedicate erano almeno 800; ancor oggi in Francia 91 comuni e 300 chiese portano il suo nome.
In Italia rimangono dedicate a san Giuliano di Brioude:
- la parrocchiale di Barbania in Canavese, di cui san Giuliano è Patrono.
- la parrocchiale di Vellego, frazione di Casanova Lerrone (SV)
- la parrocchiale di Sambuco nelle valli cuneesi
- la parrocchiale di Fenils (Cesana Torinese)
- una cappella tra le colline di Baldissero Torinese, di cui san Giuliano è patrono
- una cappella nell'omonima frazione di Susa
- la cappella di Rubbianetta Superiore in Druento, all'interno del Parco regionale La Mandria, antica sede parrocchiale.
- la parrocchiale di Gavorrano in provincia di Grosseto (dal XVI secolo)

Nel nord Sardegna il suo culto era diffusissimo sino alla fine del Cinquecento, specie nelle regioni nord-occidentali dell'Isola. Oggi non ne resta pressoché alcuna traccia, se non nelle fonti.